# Найманий убивця (фільм, 2023)
«Найманий убивця» (англ. Hit Man) — американська романтична чорна комедія 2023 року, знята продюсером та режисером Річардом Лінклейтером, який також написав сценарій разом із Ґленом Пауеллом на основі статті Скіпа Голландсворта в журналі Texas Monthly 2001 року. У фільмі, головні ролі в якому виконали Ґлен Пауелл, Адріа Архона, Остін Амеліо та Ретта, розповідається про таємного співробітника поліції Нового Орлеана, який видає себе за найманого вбивцю та під час одного із завдань намагається врятувати жінку, яка потребує допомоги.
Прем'єра фільму «Найманий убивця» відбулася на 80-му Венеційському міжнародному кінофестивалі 5 вересня 2023 року, в обмежений прокат у деяких кінотеатрах США він вийшов 24 травня 2024 року, а 7 червня відбулася прем'єра на Netflix. Фільм отримав загалом схвальні відгуки критиків.

## Сюжет
Викладач психології Ґері Джонсон працює під прикриттям для поліції Нового Орлеана, допомагаючи в таємних операціях. Коли його колегу Джаспера відсторонюють, Ґері неохоче примірює роль підставного "найманого вбивці", щоб викрити замовників. У цій ролі він зустрічає Медісон, яка хоче вбити свого жорстокого чоловіка Рея, але замість того, щоб прийняти гроші, Ґері пропонує їй почати нове життя. Він починає романтичні стосунки з Медісон, зберігаючи таємницю своєї особи, але ситуація ускладнюється, коли Рей дізнається про зв'язок дружини з невідомим чоловіком і, своєю чергою, замовляє в Ґері вбивство Медісон. Ґері організовує пастку для Рея, яка випадково призводить до вбивства Медісон свого чоловіка, що змушує Ґері зізнатися їй у своїй справжній особистості. Через кілька років Ґері та Медісон живуть щасливо разом з дітьми, після того, як успішно позбавилися Джаспера, який намагався шантажувати їх.

## Актори
- Ґлен Пауелл — Ґері Джонсон, професор коледжу та таємний агент поліції
- Адріа Архона — Медісон Фігероа Мастерс, нещаслива жінка, яка намагається найняти Ґері вбити свого жорстокого колишнього чоловіка
- Остін Амеліо[en] — Джаспер, поліцейський під прикриттям
- Ретта[en] — Клодетт, поліцейська, кураторка Ґері
- Санджай Рао — Філ, поліцейський, куратор Ґері
- Грейлен Браянт Бенкс — сержант Генк
- Моллі Бернард — Алісія, колишня дружина Ґері
- Еван Гольцман — Рей, колишній чоловік Медісон

## Виробництво
Перед Каннським кіноринком 2022 року «Найманий убивця» було оголошено новим фільмом для міжнародного продажу. Сценарій був заснований на статті Скіпа Голландсворта «Hit Man» в Texas Monthly, і написаний Річардом Лінклейтером і Ґленом Пауеллом, які також стали режисером та виконавцем головної ролі відповідно. Іншу головну роль виконала Адріа Архона. Студія AGC повідомила про високі продажі для міжнародного прокату на Міжнародному кінофестивалі в Торонто 2022 року. У жовтні 2022 року до акторського складу приєдналися Остін Амеліо, Ретта та Моллі Бернард. Зйомки почалися в Новому Орлеані в жовтні 2022 року, виробництво фільму було завершено в листопаді того ж року.

## Випуск
Світова прем'єра фільму «Найманий убивця» (Hit Man) відбулася на 80-му Венеційському міжнародному кінофестивалі 5 вересня 2023 року. Пізніше, 11 вересня, відбулася північноамериканська прем'єра на Міжнародному кінофестивалі в Торонто. 6 жовтня 2023 року фільм показаний на Лондонському кінофестивалі BFI.
Netflix придбав права на розповсюдження фільму за 20 мільйонів доларів на кінофестивалі в Торонто, що зробило цю кіноугоду найбільшою на кінофестивалі та у 2023 році. перед трансляцією на Netflix (7 червня 2023 року), фільм вийшов 24 травня в обмежений кінопрокат у США.

## Сприйняття
На вебсайті агрегатора рецензій Rotten Tomatoes 96 % із 257 відгуків критиків є позитивними із середньою оцінкою 8,1/10. Консенсус вебсайту говорить: «Оманливо похмурий трилер, який також насичений сміхом, „Найманий убивця“ — це видатна демонстрація головної ролі Ґлена Пауелла — і один із найрозважальніших фільмів у кар'єрі Річарда Лінклейтера». Metacritic поставив фільму середньозважену оцінку 82 бали зі 100 на основі 55 критиків, що вказує на «загальне визнання».
Тай Берр (The Washington Post) дав фільму 4 зірки з 4 та назвав його «вибухом чистого задоволення та одним із найкращих фільмів року». В іншій позитивній рецензії Алісса Вілкінсон (The New York Times) описала фільм як «романтичний, сексуальний, веселий, задовольняючий і справжній поворот для Ґлена Пауелла». Також Вілкінсон, разом з кількома іншими рецензентами, звернула увагу на філософські питання, поставлені у фільмі. Пітер Бредшоу (The Guardian) написав, що множинні ідентичності, які взяв на себе Ґері, дозволяють як персонажу, так і глядачеві розглянути «питання про те, чи існує насправді справжнє „я“, незмінне ядро автентичної ідентичності, яке залишається позаду, коли всі імітації чи впливи видаляються». Браян Таллеріко (RogerEbert.com) теж описав фільм як «філософське дослідження здатності людини змінюватися». Однак Захарі Барнс (The Wall Street Journal) зазначив брак тонкощів, назвавши лекції Ґері на уроках філософії «надто очевидними як вираження тем фільму». Кріс Євангеліста (Slashfilm) написав неоднозначну рецензію, в якій описав фільм як «забутній і часто не надихаючий», хоча високо оцінив гру акторів.